# Bathythrix subargentea
Bathythrix subargentea là một loài tò vò trong họ Ichneumonidae.